# Brandon Fields (músico)
Brandon Fields (nacido 1958) es un saxofonista, flautista y clarinetista de Indiana, Estados Unidos.

## Colaboraciones
Ha grabado con Álex Acuña, David Benoit, Stanley Clarke, Harry Connick Jr., Luis Conte, Terence Trent D'Arby, Neil Diamond, George Duke, David Garfield, Robben Ford, Al Jarreau, Elton John, Quincy Jones, Los Lobotomys (Steve Lukather, Simon Phillips & co), Neil Larsen, Michael McDonald, Bill Meyers, Alphonse Mouzon, Ricky Peterson, Tom Petty, Lionel Richie, The Rippingtons, Tower of Power, Luther Vandross, Dave Weckl, Nancy Wilson and Phil Upchurch.

## Discografía
- The Other Side of the Story (Nova, 1986)
- The L.A. Jazz Quintet (ProJazz, 1986)
- The Traveler (Nova, 1988)
- Other Places (Nova, 1990)
- Everybody's Business (Nova, 1991)
- Brandon Fields (Positive Music, 1995)
- Fields & Strings (Paras, 1999)